# Twórczość J.R.R. Tolkiena

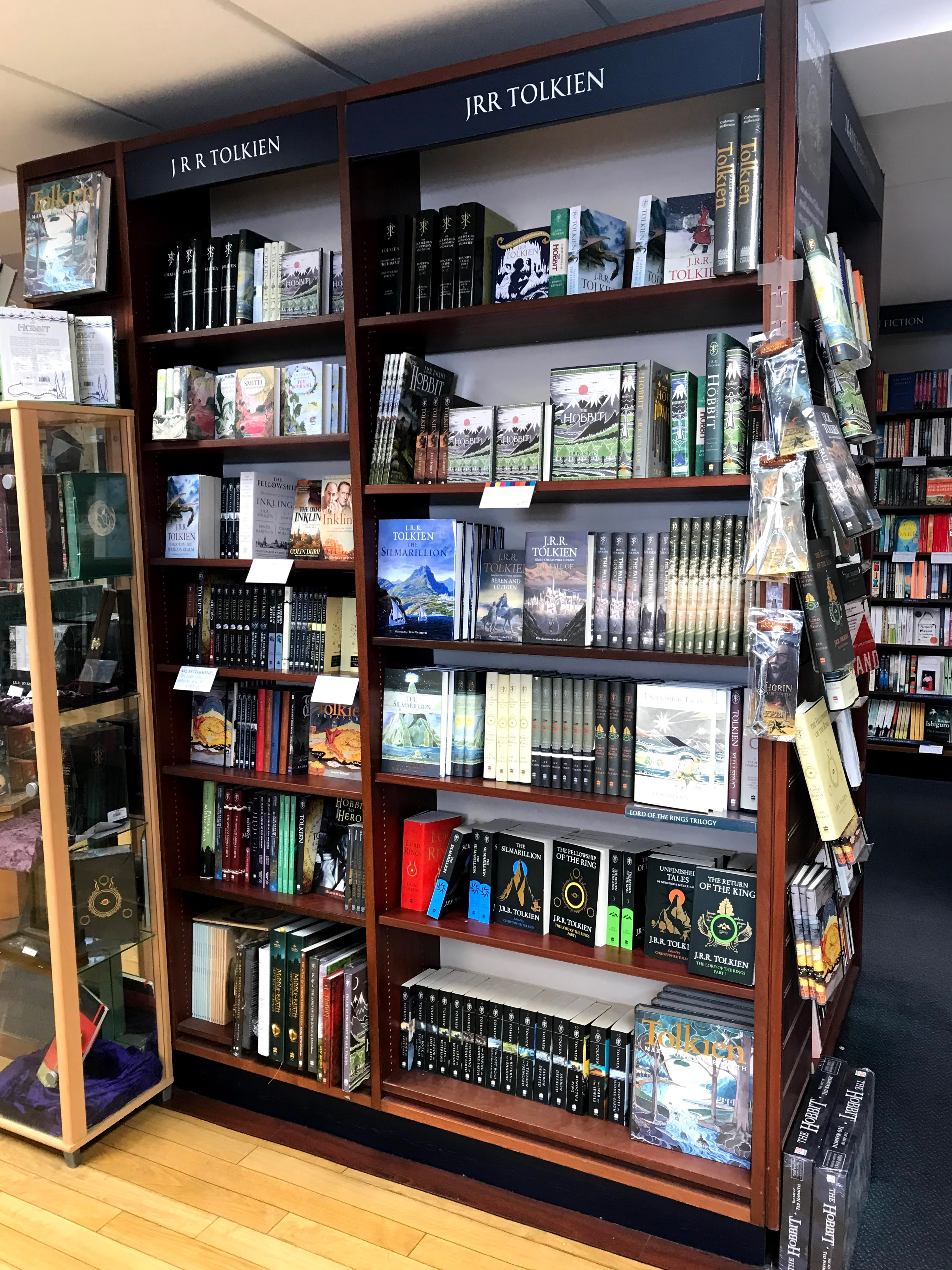
Dzieła Tolkiena w księgarni, Oksford

Twórczość J.R.R. Tolkiena – spis dzieł literackich autorstwa brytyjskiego filologa i pisarza J.R.R. Tolkiena.

## Proza
- Hobbit, czyli tam i z powrotem 1937
- Liść, dzieło Niggle’a 1945
- Rudy Dżil i jego pies 1949
- Władca Pierścieni
  - Drużyna Pierścienia 1954
  - Dwie wieże 1954
  - Powrót króla 1955
- Drzewo i Liść 1964, Liść, dzieło Niggle’a i O baśniach (od 1988 także Mythopoeia)
- Kowal z Podlesia Większego 1967
- Silmarillion redakcja Christopher Tolkien 1977
- Niedokończone opowieści redakcja Ch. Tolkien 1980
- Pan Błysk 1982
- Historia Śródziemia 1983–1996 – dwunastotomowy cykl książek opracowany przez Ch. Tolkiena
  - Księga zaginionych opowieści, tom I 1983
  - Księga zaginionych opowieści, tom II (w wydaniu wydawnictwa Amber wydzielono dodatkowo tom III) 1984
  - Ballady Beleriandu 1985
  - Kształtowanie Śródziemia 1986
  - Utracona droga i inne pisma 1987
  - The Return of the Shadow 1988
  - The Treason of Isengard 1989
  - The War of the Ring 1990
  - Sauron Defeated 1992
  - Morgoth’s Ring 1993
  - The War of the Jewels 1994
  - The Peoples of Middle-earth 1996
- Łazikanty 1998
- Dzieci Húrina  2007
- Beowulf. Przekład i komentarz redakcja Ch. Tolkien, 2014
- Beren i Lúthien, redakcja Ch. Tolkien, 2017
- Upadek Gondolinu, redakcja Ch. Tolkien, 2018
- Natura Śródziemia, redakcja Carl F. Hostettera, 2021

## Poezja
Jeśli nie stwierdzono inaczej, data oznacza datę powstania.
- The Battle of the Eastern Field 1911
- From the many-willow’d margin of the immemorial Thames 1913
- Podróż Éarendela, Gwiazdy Wieczornej (Księga zaginionych opowieści, tom III s. 72–73) 1914
- Zaproszenie Minstrela (Księga zaginionych opowieści, tom III s. 75–76) 1914
- Tinfang Trelek (Księga zaginionych opowieści, tom I s. 153–154) 1914
- Goblin Feet 1915
- Ty i Ja / i Dworek Utraconych Zabaw (Księga zaginionych opowieści, tom I s. 45–49) 1915
- Kôr (Księga zaginionych opowieści, tom 1 s. 190) 1915, opublikowany w 1923, jako Miasto bogów
- Brzegi Faëry (Księga zaginionych opowieści, tom III s. 77–78) 1915
- Kortirion wśród drzew (Księga zaginionych opowieści, tom I s. 52–56) 1915 (poprawiany w 1937 i 1962, pod tytułem Drzewa Kortionu)
- Szczęśliwi Marynarze (Księga zaginionych opowieści, tom III s. 79–81) 1915, opublikowano w 1920
- Pieśń Aryadoru (Księga zaginionych opowieści, tom I s. 52–56) 1915
- Spoza gór dawnych i bardzo z daleka (Księga zaginionych opowieści, tom 1 s. 52–56) 1915–1916
- Habbanan pod gwiazdami (Księga zaginionych opowieści, tom I s. 131–132) 1915–1916
- Narqelion pierwszy wiersz napisany w wymyślonym języku Elfów, 1915–1916, opublikowany po raz pierwszy w 1988
- Miasto żałości (Księga zaginionych opowieści, tom III s. 112–115) 1916
- Pieśń Eriola (Księga zaginionych opowieści, tom III s. 116–117) 1917
- The Horns of Ulmo (Kształtowanie Śródziemia) 1917
- The Clerke’s Compleinte 1922
- Iumonna Gold Galdre Bewunden 1923
- The Eadigan Saelidan 1923
- Why the Man in the Moon Came Down Too Soon 1923
- Enigmala Saxonic – a Nuper Inventa Duo 1923
- The Cat and the Fiddle: A Nursery-Rhyme Undone and its Scandalous secret Unlocked 1923
- An Evening in Tavrobel 1924
- The Lonely Isle 1924
- The Princess Ni 1924
- Light as Leaf on Lindentree 1925
- The Nameless Land 1926
- Adventures in Unnatural History and Mediaeval Metres, being the Freaks of Fisiologus 1927:
  - Fastitocalon
  - Iumbo
- Mythopoeia 1931, opublikowane w zbiorze Drzewo i Liść w 1988
- Progress in Bimble Town 1931
- Errantry 1933
- Firiel 1934
- Looney 1934
- Przygody Toma Bombadila 1934
- The Shadow Man 1936
- The Dragon’s Visit 1937
- Knocking at the Door: Lines induced by sensations when waiting for an answer a the door of an Exalted Academic Person 1937
- The Lay of Aotrou and Itroun 1945
- Imram (The Death of St. Brendan) 1955
- Once upon a time 1965
- Bilbo’s Last Song 1966
- For W. H. A. 1967
- Songs for the Philologists, z E.V. Gordonem et al., 1936:
- From One to Five
- Syx Mynet
- Ruddoc Hana
- Ides Ælfscýne
- Bagme Bloma
- Éadig Béo þu!
- Ofer Wídne Gársecg
- La Húru
- I Sat upon a Bench
- Natura Apis: Morali Ricardi Eremite
- The Root of the Boot
- Frenchmen Froth
- Lit’ and Lang'
- Przygody Toma Bombadila 1962
- Przygody Toma Bombadila, zmieniony wiersz Przygody Toma Bombadila z 1934[1]
- Tom Bombadil płynie w świat
- Wędrówka
- Księżniczka Ya
- Jak Człek z Księżyca za późno poszedł spać
- Jak Człek z Księżyca zszedł za wcześnie
- Kamienny Troll
- Perry Winkle
- Wargule, zmieniony wiersz Knocking at the Door z 1937[2]
- Olifant, zmieniony wiersz Iumbo z 1927
- Fastitocalon, zmieniony wiersz Fastitocalon z 1927
- Kot
- Narzeczona cienia, zmieniony wiersz The Shadow Man z 1936
- Skarb, zmieniony wiersz Iumonna Gold Galdre Bewunden z 1923[3]
- Morski dzwon, zmieniony wiersz Looney z 1934 r.
- Ostatni statek, zmieniony wiersz Firiel z 1934 r.
- Cykl wierszy The Road Goes Ever On: A Song Cycle 1967, wydane przez Donalda Swanna
- Elfickie tłumaczenia katolickich modlitw, pisane w latach 50., opublikowane w Vinyar Tengwar 43, 44, 2002, red. Wynne, Smith, Hostetter:
  - Ataremma versions (Ojcze nasz w quenyi) wersje I-VI
  - Aia María (Zdrowaś Maryjo w quenyi) wersje I-IV
  - Litania loretańska w quenyi
  - Ortírielyanna (Pod Twoją obronę w quenyi)
  - Alcar i Ataren (Gloria Patri w quenyi)
  - Alcar mi tarmenel na Erun (Gloria in excelsis Deo w quenyi)
  - Ae Adar Nín (Ojcze nasz w sindarinie)
- Ballady:
  - The Lay of the Children of Húrin (zaczęte w 1920 lub wcześniej, tworzone do 1925) (Ballady Beleriandu)
  - The Flight of the Noldoli from Valinor 1925 (The Lays of Beleriand)
  - The Lay of Leithian 1925-1931 (The Lays of Beleriand)
  - The Lay of Eärendel ok. 1920 (The Lays of Beleriand)
- Poematy:
  - Upadek Króla Artura lata 30., opublikowano pośmiertnie w książce Upadek Króla Artura
  - Nowa Pieśń o Völsungach lata 30., opublikowano pośmiertnie w książce Legenda o Sigurdzie i Gudrun
  - Nowa Pieśń o Gudrun lata 30., opublikowano pośmiertnie w książce Legenda o Sigurdzie i Gudrun
- Legenda o Sigurdzie i Gudrun 2009, zawiera Nową Pieśń o Völsungach i Nową Pieśń o Gudrun oraz komentarze Ch. Tolkiena
- Upadek Króla Artura 2013, zawiera Upadek Króla Artura i komentarze Ch. Tolkiena

## Publikacje akademickie i inne
- A Middle English Vocabulary 1922
- Some Contributions to Middle-English Lexicography 1925
- The Devil’s Coach Horses 1925
- Pan Gawen i Zielony Rycerz z E.V. Gordonem 1925
- Ancrene Wisse and Hali Meiðhad 1929
- Sigelwara Land część I/II 1932/1934
- Chaucer as a Philologist: The Reeve’s Tale 1935
- Potwory i krytycy Sir Israel Gollancz memorial lecture 1936. Oxford Univ. Press, London 1936, Oxford 1971, Arden Libr, Darby 1978 (przedruk).
- Sir Orfeo 1944
- „Iþþlen” in Sawles Warde 1947
- O baśniach 1947
- The Homecoming of Beorhtnoth, Beorhthelm’s Son 1953
- Middle English „Losenger” 1953
- Ancrene Wisse: The English Text of the Ancrene Riwle 1962
- English and Welsh 1963
- Raport autobiograficzny Tolkien on Tolkien 1966
- Guide to the Names in The Lord of the Rings opublikowany w A Tolkien Compass w 1975 r. Napisany przez Tolkiena dla tłumaczy Władcy Pierścieni, pełna wersja, pod zmienionym tytułem „Nomenclature of The Lord of the Rings,” została opublikowana w 2005 r. w The Lord of the Rings: A Reader’s Companion przez Wayne G. Hammond i Christina Scull.
- Tłumaczenie Pana Gawena i Zielonego Rycerza, Perły i Sir Orfeo 1975
- Listy Świętego Mikołaja zebrane przez Baillie Tolkien 1976
- Pictures by J.R.R. Tolkien (zbiór ilustracji Tolkiena) redakcja Ch. Tolkien 1979
- Listy redakcja Humphrey Carpenter(inne języki), przy pomocy Ch. Tolkiena 1981
- Finn and Hengest: The Fragment and the Episode 1982
- Potwory krytycy oraz inne eseje 1983
  - Beowulf: Potwory i krytycy
  - O tłumaczeniu Beowulfa
  - O baśniach
  - Tajony nałóg
  - Angielski i walijski
- J.R.R. Tolkien: Artist and Illustrator – ilustrowana dziełami Tolkien książka Wayne’a G. Hammonda i Christiny Scull o jego malarstwie i grafice
- Opowieść o Kullervo, redakcja Verlyn Flieger(inne języki), 2015

## Nagrania
- Poems and Songs of Middle-Earth 1967
- J.R.R. Tolkien Reads and Sings his The Hobbit & The Lord of the Rings 1975